# Vadnagar
Vadnagar è una suddivisione dell'India, classificata come municipality, di 25.041 abitanti, situata nel distretto di Mehsana, nello stato federato del Gujarat. In base al numero di abitanti la città rientra nella classe III (da 20.000 a 49.999 persone).

## Geografia fisica
La città è situata a 23° 46' 60 N e 72° 37' 60 E e ha un'altitudine di 142 m s.l.m..

## Società

### Evoluzione demografica
Al censimento del 2001 la popolazione di Vadnagar assommava a 25.041 persone, delle quali 12.733 maschi e 12.308 femmine. I bambini di età inferiore o uguale ai sei anni assommavano a 3.323, dei quali 1.808 maschi e 1.515 femmine. Infine, coloro che erano in grado di saper almeno leggere e scrivere erano 16.218, dei quali 9.515 maschi e 6.703 femmine.